# M80 (каска)

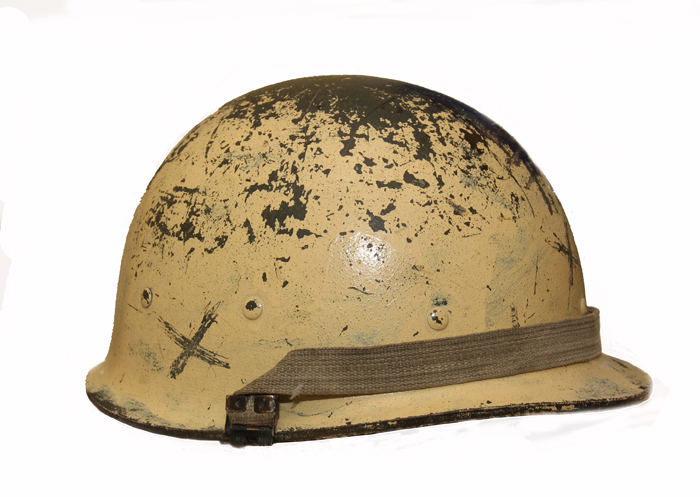
M80

М-80 (M80) — иракская общевойсковая каска, выполненная из композитных материалов.

## История
В начале 1980-х годов военно-политическим руководством Ирака было принято решение о замене находившихся в войсках стальных касок советского, польского и британского производства на более современные, поскольку в это время страна вела войну с Ираном. Поскольку 29 декабря 1979 года США ввели эмбарго на поставки вооружения и торгово-экономические санкции в отношении Ирака, закупки шлемов в странах блока НАТО и их союзников оказались невозможны.

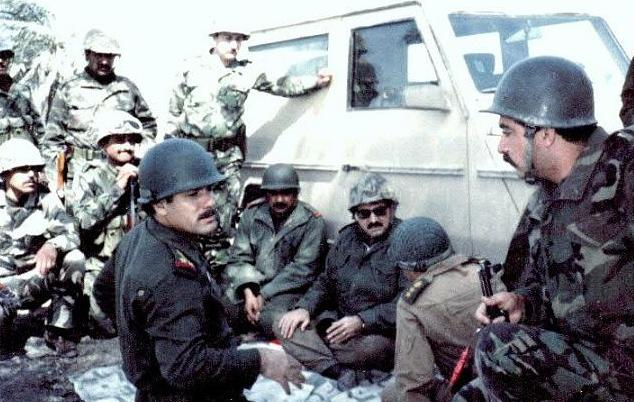
Иракские офицеры во время операции «Аль-Фаджр-8», 1986. Все одеты в шлемы М80

В результате, разработка и производство каски было заказано Южной Кореe. Корейские инженеры разработали новый шлем, который изготавливался из пластика «Corlon» (по лицензии ФРГ).
Каска находилась на вооружении вооруженных сил Ирака до 2003 года. После вторжения США и их союзников в Ирак весной 2003 года иракские вооружённые силы прекратили своё существование. 23 мая 2003 года командование коалиционных сил объявило о роспуске вооружённых сил Ирака и расформировании министерства обороны Ирака.
В дальнейшем, под контролем оккупационной администрации в стране началось создание новой армии и полиции, на оснащение которых начали поступать как остатки экипировки старой иракской армии (среди которой были и шлемы М80) так и американские кевларовые каски PASGT и другие образцы.

## Описание
Каска внешне напоминает американскую М1, изготовлена из ткани (холст) с армирующим полимерным покрытием «Корлон», весит 960 грамм. Окрашена в тёмно-зелёный или жёлтый песчаный цвет. Подшлемник изготовлен по образцу американского U.S. M73 helmet liner.
Каска может быть укомплектована тканевым чехлом или маскировочной сетью.

## Страны-эксплуатанты
- Ирак

В ходе войны в Персидском заливе и войны в Ираке некоторое количество касок этого типа было вывезено из страны военнослужащими коалиционных войск в качестве трофеев или сувениров.